# 大吕昂山
46°07′27″N 6°54′10″E / 46.12417°N 6.90278°E

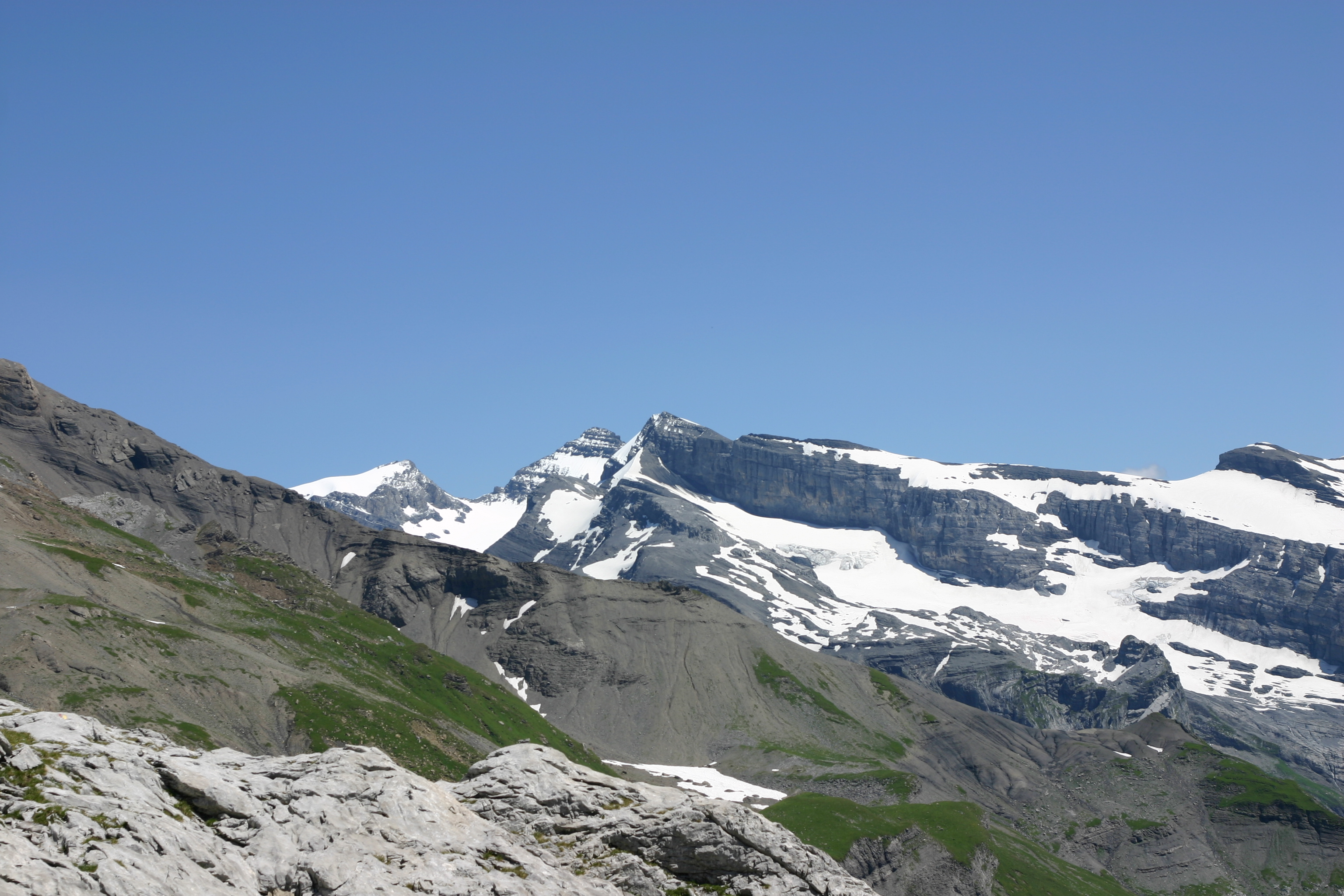

大吕昂山（法語：Grand Ruan，法語發音：[ɡʁɑ̃ ʁɥɑ̃]），又称吕昂山（法語：Mont Ruan），是瑞士瓦萊州的山峰，位於該國西南部，屬於沙布莱山的一部分，海拔高度3,057米，受大陸性氣候影響，每年平均降雨量1,674毫米。